# Скорбянка
Скорбя́нка (другое название — Че́рня) (бел. Скарбя́нка, Чэ́рня) — река в Вороновском и Щучинском районах Гродненской области Белоруссии. Левый приток реки Котра.
Река Скорбянка начинается возле деревни Шинковщина Вороновского района, в нижнем течении проходит через лес и впадает в Котру в 6,5 км к северо-западу от деревни Погорелец.
Длина реки — 23 км. Из них 5 км русла проходит по территории Вороновского района, 15 км — по территории Щучинского, а 3-километровый участок образует границу между районами. Площадь водосбора — 88 км². Средний наклон водной поверхности — 0,9 м/км.
Русло канализовано. В среднем течении река принимает сток с мелиорационных каналов.